# 明石家さんまの爆笑!ご長寿グランプリ
『爆笑!明石家さんまのご長寿グランプリ』（ばくしょう!あかしやさんまのごちょうじゅグランプリ）は、TBS系列で2016年から毎年12月下旬に年末特番として放送されているバラエティ番組であり、総合司会を務める明石家さんまの冠番組。2019年のみタイトルは『明石家さんまの爆笑!ご長寿グランプリ』。

## 概要
かつて、当番組と同じく明石家さんまが司会でTBSテレビで放送されていた『さんまのSUPERからくりTV』（以下「からくりTV」）から、特に『ご長寿』に焦点を当てた内容で放送されているのが当番組である。「ご長寿早押しクイズ」を軸として放送され、新作のみならず『からくりTV』時代のご長寿クイズの名場面集や、『からくりTV』時代の企画をリニューアルしたご長寿が過去の自分に宛てたメッセージを送る「ご長寿ビデオレター」のコーナー、ご長寿が若年者（TBS新人アナウンサーやタレント、若手芸人等）の悩みに答えるコーナーなどが放送されている。2023年にはスタジオ出演者が答えるホームビデオクイズが復活した。また、2019年までは放送曜日に関係なく毎年12月29日に放送されるのが慣例となっていた。2020年から2022年までは『爆笑納め!5時間SP』の第1部として12月最終日曜日に放送。2023年は12月22日に放送。

## 主なコーナー
ご長寿早押しクイズ
元々はさんまのからくりTV時代の1994年10月に開始した人気コーナーである。（→さんまのSUPERからくりTV#ご長寿早押しクイズ（からくりチャンス））。
「フニクリ・フニクラ」の替え歌のオープニングと同時にコーナーが始まる。2017年までは全国予選では山本匠晃などTBSアナウンサーが出題役を務め、決勝戦は「からくりTV」時代から続いて鈴木史朗が出題役を担当した。2018年、鈴木が80歳を迎えて「後進に譲りたい」という本人の希望から、決勝戦の司会をこれまで予選の司会を務めてきた山本に譲り勇退することとなった。その為2018年からの決勝戦は山本匠晃（TBSアナウンサー）が担当。なお、鈴木は2019年にスペシャルゲストとしてメインスタジオに登場した。80歳以上の高齢者（ご長寿）の解答者が（予選では各3名、決勝戦は5名で）早押しクイズを行い、一番多く正解した解答者が優勝となる。ある程度時間が経っても正解が出ない場合は次の問題に移るが、最終問題や同点決勝は正解が出るまで続行する。決勝進出には、予選の正解数の成績は関係ない。
2020年は新型コロナウィルス感染症の拡大防止の為に、番組初のリモートにて収録された。
ご長寿ビデオレター
ご長寿が過去の自分に宛てたメッセージを送るコーナーであり、当コーナーは『さんまのSUPERからくりTV』の名物コーナー『からくりビデオレター』のご長寿版である。2024年は特別編としてスタジオゲストのMattの実父、桑田真澄が登場した。

## 出演者
職業記載のない人物は、TBSアナウンサー。

### 総合司会
- 明石家さんま（お笑いタレント）

### 進行
- 井上貴博（第1回のみ）
- 山本匠晃（第2回 - 現在）

### ご長寿早押しクイズ出題役
- 鈴木史朗（元TBSアナウンサー）- 2017年までの決勝戦
- 山本匠晃 - 予選、2018年からの決勝戦

## 放送一覧
| 回 | 放送日                 | 放送時間（JST） | スタジオゲスト |
| -- | ---------------------- | --------------- | --- |
| 1  | 2016年12月29日（木曜） | 18:30 - 21:00   | 岡田結実、梅沢富美男、宮川大輔、上地雄輔、柴田理恵、ハリセンボン、ちゃんみな                                      |
| 2  | 2017年12月29日（金曜） | 18:30 - 21:00   | 宮川大輔、ハリセンボン、森昌子、澤部佑（ハライチ）、藤田ニコル                                                    |
| 3  | 2018年12月29日（土曜） | 18:30 - 21:00   | 平野紫耀（King&Prince）、本田望結、いとうあさこ、滝沢カレン、柴田理恵                                             |
| 4  | 2019年12月29日（日曜） | 18:00 - 21:00   | 堤真一、高畑淳子、南海キャンディーズ、滝沢カレン                                                                  |
| 5  | 2020年12月27日（日曜） | 18:00 - 21:00   | 日村勇紀（バナナマン）、吉村崇（平成ノブシコブシ）、近藤春菜（ハリセンボン）、平野紫耀（King&Prince）、滝沢カレン |
| 6  | 2021年12月26日（日曜） | 18:00 - 21:00   | アンミカ、かまいたち、菊池風磨（SexyZone）、佐藤栞里、杉咲花、日村勇紀（バナナマン）                              |
| 7  | 2022年12月25日（日曜） | 18:00 - 21:00   | 岩本照（Snow Man）、王林、田中卓志（アンガールズ）、日村勇紀（バナナマン）、藤ヶ谷太輔（Kis-My-Ft2）、ゆうちゃみ  |
| 8  | 2023年12月22日（金曜） | 18:30 - 22:00   | 王林、上白石萌歌、近藤春菜（ハリセンボン）、丸山桂里奈、本並健治、宮川大輔、山崎弘也（アンタッチャブル）          |
| 9  | 2024年12月27日（金曜） | 18:00 - 21:00   | 阿佐ヶ谷姉妹、剛力彩芽、長嶋一茂、藤本美貴、Matt                                                                  |

## スタッフ
第9回
- ナレーション：若本規夫/奥谷楓（共に第9回）
- 構成：桜井慎一（第9回）、木野聡（第1回-）、高倉俊祐（第9回）/大岩賞介（第1回-）
- リサーチ（第5回-）：トロリー（第5回-）
- TM：重地渉（第9回）
- TP(第9回)：持田真吾（第9回、第1回は編集）
- TD：坂口司（第7回-、第3,6回はCAM）
- VE：吉田崇（第8回-）
- CAM：平井洋子（第7回-）
- 音声：杉山雄飛（第9回）
- 照明：木戸昭彦（第6回-）
- ENG(第7回-)：金子孝礼（第7回-）
- 編集：江川武尊（第9回）、高木宏輔（第9回）、新部裕司（第1回-）
- MA：井坂拓人（第9回）
- 音響効果：福永真弓（第8回-）
- 技術協力(第8回-)：TBS ACT（第8回-、第6,7回はロケ技術）、ヌーベルアージュ（第9回）、エスユー（第8回-、第7回はロケ技術）、ZACK（第8回-）
- 美術プロデューサー：渡邊晴香（第9回、第7,8回は美術ディレクター）
- 美術デザイナー：柳瀬夏海（第9回）
- 美術ディレクター(第7回-)：當舎玲奈（第9回）
- 装置：坂本進（第1回-）
- 操作：山本晃靖（第1回-）
- 電飾：渡辺竜明（第4回-）
- アクリル装飾：森美男（第9回）
- 装飾：川原栄一（第1回-）
- 植木装飾(第2回-)：東田佳世（第6回-）
- CG：岩屋朝仁（第9回）
- ヘアメイク：坂間亜由美（第2,3,9回）
- スタイリスト(第2回-)：波多野としこ（第2回-）
- 監修(第9回)：高倉はるか（第9回）
- 協力(第9回)：東京オフラインセンター、merry dog 田村文（共に第9回）
- 撮影協力(第9回)：77s、株式会社プレゼンスクルー（共に第9回）
- 編成：川島優子（第6,9回）
- 宣伝：田口悠（第9回）、白井可奈子（第7,9回）
- 配信(第8回-)：川元崇史（第9回）
- TK：岩橋千枝（第1回-）
- デスク：石川素子（第1回-）
- 協力プロデューサー(第3回-)：田中裕樹（吉本興業、第3回-）
- AD：大塚亮（第9回）、安達滉（第9回）、久保波月（第9回）、齋藤萌香（第9回）、亀川夢乃（第9回）、江藤杏瞳（第9回）、竹内悠（第9回）、牛嶋みなほ（第9回）、徳田彩華（第9回）、肥田奈摘（第9回）
- FD(第4回-)：宮島将志（第4回-、第1回はディレクター）
- 制作進行(第4回-)：大野道子（第4回-、第3回はAD）、穴井里加子（第7回-）
- AP：伊藤みず紀（第9回）、上原由伊（第9回）、山口莉那（第9回）、三谷彌姫（第9回）
- ディレクター：塚田俊男（TRIM、第9回、第1,2回は演出、第3-8回は総合演出）、鴻巣裕司（第9回）、広瀬陽一（ピコパンチ、第9回）、宮本将孝（第9回）、中島祥太（第2回-、第1回はAD）、中西正太（シオプロ、第9回）、赤堀哲也（第9回）、菅谷亮介（第9回）、牧野飛翼（第7回-）、築舘健太（第9回）
- 総合演出：勝俣晋（クリエイティブ30、第9回）
- プロデューサー：細谷知世（第7回-）、加藤丈博（第9回）、岡本計（てっぱん、第9回）、川俣和也（てっぱん、第9回）、常盤吉弘（SION、第9回）
- 制作プロデューサー(第6回-)：江藤俊久（第6回-、第1-4回はプロデューサー、第5回はチーフプロデューサー）
- 制作協力：てっぱん（第9回）、ROFL（第9回）、TRIM トリムコーポレーション（第1回-）
- 制作：TBSテレビコンテンツ制作局バラエティ制作1部（第7回-、第6回までは制作2部）
- 製作著作：TBS

### 過去のスタッフ
- ナレーション：真地勇志（第1,2,8回）、杉本るみ（第1回）、立木文彦（第1,3回）、服部潤（第4-6回）、山崎岳彦（第7回）
- 構成：高須光聖、興津豪乃、大井洋一、河口ワタル、長﨑周成（共に第1回）、詩村博史（第1-3回）、ビル坂恵、松本智子（共に第1-8回）、佐藤雄貴（第2回）、村城大輔（第3-8回）
- TM：近藤明人（第1回）、森享宏（第2回）、山下直（第3,4回）、鈴木博之（第5-7回）、寺尾昭彦（第8回、第7回はPM）
- PM(第7,8回)：磨田和史（第8回）
- TD：山田賢司（第1,2回）、中村年正（第3-6回、第1,2回はCAM）
- VE：青木孝憲（第1回）、鈴木昭平（第2回）、生田史織（第3回）、宮本民雄（第4回）、柿崎祐人（第5回）、木野内洋（第6回）、下斗米孝仁（第7回）
- CAM：佐藤雅之（第4回、カメラ表記）、江浦友樹（第5回）
- 音声：小岩英樹（第1回）、山羽稔（第2-6回）、和田良介（第7回）、斉藤宏司（第8回）
- 照明：鈴木英敬（第1-4回）、渋谷康治（第5回）
- ロケ技術：T-TEX（第1-5回）、東通（第1-5回）、スウィッシュ・ジャパン（第2-6回）
- 編集：内海大助（第2,5回）、大岡愛、吉田実加（共に第3回）、丸田修平（第5回）
- MA：渡邊剛盛（第1-8回）
- 音響効果：遠藤亘（ZACK、第1-3回）、西方裕弥（ZACK、第1,3-7回）、太田光則（第8回）
- 美術プロデューサー：渡邊秀和（第1-3回）、澁谷政史（第4-7回、第1-3回は美術制作）、中村嘉邦（第8回）
- 美術制作：武井大浩（第4,5回）
- 美術デザイナー：太田卓志（第1-4回）、平本健太（第3,4回）、矢澤尚弥（第7,8回）
- アクリル装飾：青木剛（第1-7回）、上野彰子（第8回）
- 植木装飾(第2回-)：菊地起矢（第2-5回）
- 電飾：西田和正（第1-3回）
- CG：大宮司徳盛（第1-8回）
- ヘアメイク：武田知子（第1回）、柿本穂乃香（第4回）、渡邉優花（第5回）、内田泉（第6回）、村上由希菜（第7回）、北山久美子（第8回）
- 映像提供(第8回)：Box Genius LLC、Jukin Meeia、CONTENT bible（共に第8回）
- 編成：岸田大輔（第1-3回）、上田淳也（第2,3回）、青木伸介（第4回）、寺田淳史（第5,8回）、野村和矢（第7回）
- 宣伝：小林恵美子（第1-3回）、星奈津美（第2-7回）、井田有香（第4回）、竹井英俊（第5回）、杉野千鶴（第6回）、筒井理恵（第8回）
- 配信(第8回-)：相川拓也（第8回）
- 協力プロデューサー(第3回-)：五味渕英（よしもとクリエイティブ・エージェンシー、第3回）
- AD：大澤佑一郎、吉田賢人、布施治香、今野正統（共に第1回）、長井慎弥、伊東春香、丹野碧、親川奈々実（共に第2回）、丸尾優一、藤崎美幸（共に第2-4回）、長谷川優太、林貴都、古謝汐里、黄恵利、倉床俊彗（共に第3回）、米山美咲、樋口翔太、柴入美咲、江川美郷、石川葵（共に第4回）、広重衣織、三輪こころ、遠藤美帆、余焯傑、有馬小緑、蛭田航平（共に第5回）、川邊優衣（第5,6回）、田﨑万紀子、奥野修平、東浦尚史、真貝隼人、見置舞冬、後藤詩織（共に第6回）、松本絢華、水中莉紗（共に第7回）、白岩明、白鳥明日歩、中原夏澄（共に第7,8回）、阿部凌、成田明莉、杉田竣哉、三浦妃那、岩瀬照（共に第8回）
- MP(第4回)：樋江井彰敏（第4回）
- キャスティングP(第7,8回)：山本希恵（第7回）、梶山智未（第7,8回、第1-6回はAP）、池澤由佳（第7,8回、第1-6回はAP）
- 再現ドラマスタッフ(第1回)：梅原由紀子、長野友弘（共に第1回）
- AP：田中乙妃（第2,3回）、奥田照美（第5-7回）、竹田千夏（第7,8回）
- ディレクター：若菜久利、江藤博文（共に第1回）、森田敦士、及川慶、大谷裕、戸田悠貴、中井翔太（共に第1,2回）、武山友樹、石塚幸一（共に第1-3回）、丹川祥一（第1,3,5回）、山口博、鈴木闘匠（共に第1-6回）、岩永紗代美（第1,3-5,7回）、有馬巨人（VERMUDA、第1-8回）、見崎陽亮（第1-3,8回）、秋津貴宣（第1,2,7,8回）、重原将司（第4-6回）、高畑誠、三谷亮平、武田欣樹（共に第7回、武田→第1,2回はAD）
- 演出：本田哲也（第8回、第6,7回はディレクター）
- 制作協力：LOGIC（第6回）
- プロデューサー：井上整（第3-6回、第1,2回は演出）、時松隆吉（第7,8回）